# یواس‌اس کالیفرنیا (۱۹۰۰)
یواس‌اس کالیفرنیا (۱۹۰۰) (به انگلیسی: USS Californian (1900)) یک کشتی بود که طول آن ۴۱۳ فوت (۱۲۶ متر) بود. این کشتی در سال ۱۹۰۰ ساخته شد.